# Estádio João Hora de Oliveira
O Estádio João Hora de Oliveira, mais conhecido como João Hora, é um estádio de futebol localizado no bairro Siqueira Campos, na cidade de Aracaju, Sergipe. Tem capacidade para 6.000 pessoas e pertence ao Club Sportivo Sergipe. Entre 1998 e 2000 foi o principal palco do futebol profissional de Aracaju devido à interdição do Batistão recebendo inclusive jogos de competições regionais e nacionais. Em 2014, foi inaugurado o sistema de refletores, permitindo a realização de jogos noturnos.